# OSTIV
Organisation Scientifique et Technique Internationale du Vol à Voile (OSTIV) är en organisation för forskning i meteorologi, aerodynamik och segelflygplanskonstruktioner.
Organisationen bildades 1930 under namnet Internationale Studienkommission für den motorlosen Flug (ISTUS) för att ge meteorologin kunskap om atmosfäriska fenomen vid användande av segelflygplan, forskning i aerodynamik, flygplans- och instrumentdesign för att förbättra flygplanens prestanda och sportförutsättningar (tävlingar och handikappberäkning). Efter andra världskriget vid den första kongressen juli 1948 i Samedan Schweiz ändrades namnet till OSTIV och all sportverksamhet inom segelflyget överfördes till Fédération Aéronautique Internationale (FAI). OSTIV:s verksamhet blev framdeles att stödja och samordna internationell forskning och teknikutveckling inom segelflyget.  
Efter flera års diskussioner med FAI enades man vid FAI:s General Conference i Rom 4 oktober 1977 om att båda organisationerna skulle vara representerade i varandras styrelser, och att OSTIV har rätten att delegera observatörer till International Gliding Commission (IGC) som bland annat organiserar VM i segelflyg, medan FAI har rätten att delegera observatörer till flygplansutvecklings-, meteorologi- och flygsäkerhetsmöten inom OSTIV.
Huvudkongressen för OSTIV anordnas i samband med VM i segelflyg.